# Zamzam Mohamed Farah
Zamzam Mohamed Farah (Mogadiscio, 19 de marzo de 1991) es una atleta somalí especializada en los 400 metros lisos y seleccionada para participar en los Juegos Olímpicos de Londres 2012.